# Hornindalsvatnet

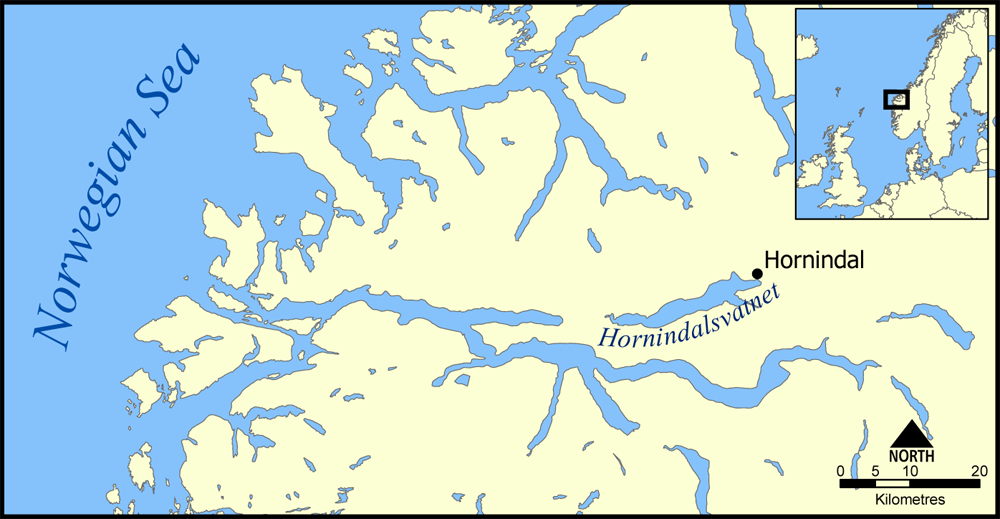
Hornindalsvatnet

Hornindalsvatnet sau "Hornindalsvatn" este un lac din Norvegia situat lângă comunele Eid și Horninda. Lacul are adâncimea maximă de 514 m fiind cel mai adânc lac din Europa. El se află la altitudinea de 53 m deasupra n.m. astfel că punctul cel mai adânc al lacului se află la altitudinea de --461 m deasupra n.m.
Lacul are suprafața de 50,42 km², un volum de apă de 2,06 km³ și perimetrul de 65,64 km.